# Early Mornin' Rain
"Early Mornin' Rain" (sommetider skrevet "Early Morning Rain") er en komposition af Gordon Lightfoot fra 1964. Sangen blev indspillet af Lightfoot selv i 1965 og samtidig af gruppen Peter, Paul and Mary, der fik en mindre succes ud af det.

## Elvis Presleys versioner
Elvis Presley indspillede sin version af "Early Mornin' Rain" i RCA Studio B i Nashville den 15. marts 1971. Den blev udsendt på albummet Elvis Now, der kom på gaden i januar 1972.
Den 21. juni 1977 lavede Elvis Presley endnu en indspilning af nummeret, denne gang som en koncertoptagelse fra 'Rushmore Civic Center' i Rapid City, South Dakota. Denne optagelse blev udsendt på dobbelt-LP'en Elvis In Concert i oktober 1977.